# Адидас
„Адидас“ АД (adidas AD) е германска компания. Тя е най-големият в света производител на спортни стоки. Седалището на фирмата продължава да е в Германия, докато производството отдавна е изнесено в други части на света, основно в Азия.
Фирмата „Пума“, собственост на Рудолф Даслер – брата на Адолф Даслер, е сред основните конкуренти на Адидас.

## История
Фирмата е наименувана на името на нейния основател Адолф Даслер (неговият прякор Ади и първите 3 букви от неговото фамилно име). Основана е в град Херцогенаурах, Бавария. Марката адидас става световноизвестна с победата на германския отбор на световното футболно първенство в Берн през 1954 г. Неговите футболисти използват обувки на Даслер, на които бутоните могат да се подменят, което тогава е било революция. Даслер умира през 1978 г. и оставя след себе си световен концерн.
Чрез покупката на Salomon Group през 1997 г. с марките Salomon (ски и принадлежности за зимен спорт, TaylorMade (голфпринадлежности), Mavic и Bonfire водещият производител на спортни стоки „адидас“ днес е интернационален концерн. Тече процес по финализиране на сделката за продажбата на Salomon Group на финландската фирма Amer Sports Corporation, след което компанията отново ще приеме името „адидас“ АД.

## Запазена марка
Запазени марки на фирмата са популярните 3 линии и логото с 3-те листа (Trefoil), което символизира олимпийския дух, който обединява 3-те континентални плочи.
В началото на 1990-те години за популяризацията и превръщането на 3-те линии в успешна марка допринасят Мадона и Дейвид Бекъм. А още през 1986 г. Run DMC построяват „музикалния паметник“ на марката с песента си „My adidas“, като възпяват обичания модел „Superstar“. През 1994 г. на музикалния небосклон се появява бандата „KoRn“, които също добринасят за известността на „адидас“, като използват основно техни облекла. Имат и песен, наречена „A.D.I.D.A.S“ от „All Day I Dream About Sex“. Вече 15 г. KoRn поддържат адидас.

## Емблемата и Олимпийските игри
По повод спор за големината и разположението на емблемата върху облеклото на олимпийските атлети Междунароният олимпийски комитет решава, че в бъдеще адидас нямат право да рекламират по-натрапчиво своите 3 линии, отколкото конкурентите на фирмата, като разрешени за подобна реклама са 20 кв. см върху облеклото и това правило влиза в сила още на Зимните олимпийски игри в Торино през 2006 г.

## Придобиването на Reebok
На 3 август 2005 г. стават известни плановете за придобиването на конкурента Reebok, като се очаква сделката да бъде финализирана следващата година, с което ще възникне спортна империя с оборот от 9 милиарда евро. С тази покупка адидас ще увеличи почти 2 пъти пазарния си дял при продажбите на спортни обувки в Америка, като този дял достигне около 20% (данни от 2005). Придобиването струва според изявлението на фирмата 3,1 милиарда евро. За да бъде приключена сделката обаче е необходимо одобрението на акционерите и антикартелните власти. Предложението на адидас за 1 акция е 59 щатски долара. Дотогава адидас нямат голям пазарен дял при спортните обувки в Америка, за разлика от Reebok, докато ситуацията в Европа е точно обратната. Именно завладяването на пазарни позиции в този сегмент и подобряването позицията на адидас спрямо конкурента NIKE (оборот 11,6 милиарда щ. дол. през 2005 г.) е целта на операцията по изкупуването.

## Дейност
adidas има само две собствени фабрики, една в Германия и една в САЩ. Почти всички продукти се произвеждат от 130 независими компании партньори с общо 289 фабрики; от тях 71% са в Азия, 18% в Америка, 6% в Африка и 5% в Европа.
Що се отнася до производството на обувки, 97% от продуктите се произвеждат в Азия, включително 42% във Виетнам , 28% в Индонезия и 18% в Китай . През 2018 г. са произведени 409 милиона чифта обувки, от които 11% в най-голямата фабрика във Виетнам. Обувките представляват 58% от продажбите на компанията.
Производството на облекло също е съсредоточено в Азия (91% от 457 милиона облекла през 2018 г.), включително Камбоджа 24%, Китай  19% и Виетнам 18%. Най-голямата фабрика за облекло се намира в Китай  и осигурява 9% от общото производство. Облеклото осигурява 38% от приходите.
Третата категория продукти (топки, торбички и др.) Се произвежда главно в Китай (38%), Турция (18%) и Пакистан (18%). Най-голямата фабрика се намира в Турция, през 2018 г. тя е произвела 18% от 113 милиона единици продукти от тази категория. Продажбата на тези продукти представлява 4% от приходите.
Продуктите се продават под двете основни марки, adidas и Reebok , като продажбите между тях са от 90% до 10%  .
През 2018 г. в компанията работят  57 хиляди души, от които 32 хиляди са били в мрежата за търговия на дребно, 6 хиляди са били ангажирани с логистика и маркетинг, 5330 души съставляват администрацията на компанията, 4 хиляди са ангажирани в търговията на едро,1 хиляда  души са ангажирани в производството, изследователската дейност и информационните технологии

## Футболни събития
Световната футболна федерация подписва договор с адидас футболните топки за световното първенство по футбол през 2010 г. да бъдат доставяни от германската фирма. адидас притежават и правото за предварителна продажба на рекламно време и площи от стадионите на световното първенство. Заедно със Световното футболно първенство през 2014 г. адидас е изразходвала около 250 млн. евро за футболни събития. От 1970 г. всички световни футболни първенства биват неизменно спонсорирани и от адидас.
адидас притежава и 9,1% от акциите на ФК „Байерн“, Мюнхен.
Много футболни звезди ползват продуктите на адидас. Някои от тах са Красимир Балъков, Йордан Лечков, Димитър Бербатов, Франк Лампард, Зинедин Зидан, Дейвид Бекъм, Кака, Стивън Джерард, Михаел Балак, Фернандо Торес, Хуан Мата, Лионел Меси